# 斜長輝長岩
斜長輝長岩（英語：Ankaramite）是屬於鎂鐵質成分的喷出岩。 它是一種深色斑狀的碧玄岩，含有豐富的輝石和橄欖石斑晶。 它含有少量的斜長石和黑雲母、磷灰石和氧化鐵。
其標準產地是馬達加斯加的 Ankaramy。 它於 1916 年首次被發現。 它也產於墨西哥中部的 Sierra de Guanajuato，南太平洋的塔希提島、拉羅湯加島、薩摩亞群島和西蘭島的亞歷山德拉火山群中。